# Ditrik I. Albeški
Ditrik Albeški († med 3. in 21 marca 1194 ) je bil Ditrik I. Krški škof.
Ditrik Albeški je bil sin Rudolfa Albeškega († 1191), njegov brat Popo Albeški je leta 1190 umrl v križarski vojni. Njegov stric Popo Albeški je bil škof v Pičnu v Istri. Po smrti škofa Romana II. Lipniškega so krški kanoniki za novega škofa nezakonito izvolili oglejskega naddiakona Hermana Ortenburškega. Salzburški nadškof Konrad III. je odgovoril na ta izziv z imenovanjem Ditrika Albeškega, stolnega prošta v Krki. Da nasprotni škof ne bi mogel zapraviti svojih fevdov, po zgledu Bertolda Selškega, ki je vdrl, da bi pridobil privržence, je nadškof dosegel razsodbo knežjega dvora na augsburškem državnem zboru, po kateri noben krški škof ni smel podeliti fevdov, preden je od nadškofa prejel investituro z regalijami. Herman Ortenburški je zavzel trdnjavo Štrosburg, medtem ko je Konrad III. pričel z obleganjem gradu. Hermanovi privrženci so bile močno poraženi in 29. novembra 1179  je bilo obleganje opuščeno. .
Dne 2. februarja 1180 je bil v Salzburgu v škofa posvečen Ditrik Albeški in istega dne je papež Aleksander III. razsodil, da so bile volitve krškega kapitlja nezakonite in da je salzburški nadškof edini volivec.
Medtem ko je Konrad III. bival na Bavarskem, je protiškofu Hermanu leta 1180 znova uspelo oblegati trdnjavo v Štrosburgu in Štrosburg je drugič postal prizorišče škofovske vojne. Spet je Konrad prišel pomagat zakonitemu krškemu škofu in Hermanov položaj je bil brezupen. Papeški legat Petrus de Bono je posredoval pri miru in Herman se je odpovedal škofovstvu, grad Štrosburg se je vdala in bila za kazen požgana.
Ditrik je bil zvest privrženec svojega nadškofa in je z njim leta 1184 potoval v Verono, kjer sta bila tudi papež in cesar. Od leta 1191 dalje škof zaradi bolezni morda ni več zapustil svoje škofije. Leta 1194 se je odpovedal škofovski službi in nekaj tednov kasneje med 3. in 21. marcem 1194 umrl.